# Ayoub Sahiri
Ayoub Sahiri, né le 25 janvier 2001, est un coureur cycliste algérien.

## Palmarès
- 2018
  -  Médaillé de bronze du championnat arabe sur route juniors
- 2019
  -  Champion arabe du contre-la-montre juniors
  -  Champion d'Algérie sur route juniors
  -  Champion d'Algérie du contre-la-montre juniors
- 2021
  - Tour de Tipaza :
    - Classement général
    - 3e étape

  -  Médaillé d'argent du championnat d'Afrique sur route espoirs
- 2024
  - 4e étape du Tour du Cameroun
  - 3e du Tour du Cameroun
  - 3e du championnat d'Algérie du contre-la-montre